# Dschanub asch-Scharqiyya
Dschanub asch-Scharqiyya (arabisch محافظة جنوب الشرقية, DMG Muḥāfaẓat Ǧanūb aš-Šarqīya, etwa ‚der südliche Osten‘) ist eines der elf Gouvernements des Oman. Es wurde 2011 im Rahmen einer Gebietsreform des Oman geschaffen, wobei die Region asch-Scharqiyya in einen Nord- und einen Südteil (der Nordteil heißt Schamal asch-Scharqiyya) aufgeteilt wurde. Geographisch gesehen liegt der Südteil im Osten und der Nordteil im Westen. Seine Hauptstadt ist Sur. Das Gouvernement ist in die Wilayat Sur, al-Kamil wa-l-Wafi, Jaalan Bani Bu Hasan, Jaalan Bani Bu Ali und Masira aufgeteilt.
| Maskat (Gouvernement)   | Indischer Ozean                             | Indischer Ozean |
| Schamal asch-Scharqiyya | Kompassrose, die auf Nachbargemeinden zeigt | Indischer Ozean |
| al-Wusta                | Indischer Ozean                             | Indischer Ozean |